# Берт, Осиас
Осиас Берт-старший (нидерл. Osias Beert; около 1580[…], Антверпен, Брабант — 1623, Антверпен, Брабант) — фламандский художник, мастер натюрмортов, работавший в Антверпене. 

## Биография
Биография Осиаса Берта известна недостаточно. Считается, что он родился в Антверпене или, возможно, в Кортрейке около 1580 года. Его семья обосновалась в Антверпене к 1582 году. Здесь Берт учился у малоизвестного художника ван Баэсроде (или ван Базероо). В 1602 году Берт вступил в антверпенскую художественную гильдию Святого Луки, что можно считать началом его самостоятельной карьеры живописца.
Согласно сохранившимся документам, 8 января 1606 года Берт женился на Маргарите Эйкенс, и в дальнейшем стал учителем её племянника, Франса Эйкенса, который тоже стал известным художником и мастером натюрморта. Только в 1622 году у Осиаса и Маргариты родился сын, Осиас Берт-младший, который в 1645 году тоже стал членом гильдии Святого Луки. Осиас Берт-младший вряд ли учился у своего отца, поскольку тот, как полагают, умер, когда его сын был ещё совсем маленьким. Возможно, его учителем был Франс Эйкенс. Творчество Осиаса Берта-младшего не выявлено искусствоведами в полной мере, однако предполагается, что он создавал натюрморты, являвшиеся близкими повторениями натюрмортов его отца (что нередко приводит к путанице с авторством) .
Помимо занятий живописью Осиас Берт-старший пытался торговать пробкой. Для открытия этого бизнеса он занял денег у коллеги-художника Давида Рейкарта Второго. Также, Берт, в качестве досуга, участвовал в деятельности одного из антверпенских Риторических кружков.
Осиас Берт скончался в Антверпене в 1623 году, после чего его вдова была вынуждена распродавать с аукциона картины и мебель, чтобы покрыть долг перед Рейкартом.

## Творчество
Осиас Берт, писал, в основном, цветочные и так называемые «банкетные» натюрморты (на первых изображались букеты цветов, на вторых — деликатесы, иногда также дополненные цветами), и являлся ранним представителем обоих жанров, расцвет которых в Нидерландах пришёлся на вторую половину того же столетия. Берт писал масляными красками на дубовых, реже — на медных панелях. Используя несколько наложенных друг на друга слоев очень жидкого масла, он добивался прозрачности и широкого спектра цветов. Он редко подписывал и никогда не датировал свои работы, тем не менее, для трёх его работ, написанных на медных пластинах, известны даты изготовления пластин, выгравированные на клеймах (1607, 1608, 1609). Все три пластины были изготовлены в одной и той же ремесленной мастерской.
Известны только четыре работы Берта, содержащие его подпись. В дальнейшем, на основании стилистического сходства, Берту были приписаны многие нидерландские натюрморты того периода, многие из которых, в действительности, вероятно писал не он. Некоторые работы, приписываемые ему, вероятно, принадлежат его ученикам, в то время как некоторые, приписываемые Осиасу Берту-младшему, вероятно, были написаны его отцом .
Известен по крайней мере один случай, когда Берт сотрудничал с Питером Паулем Рубенсом при написании картины последнего, отвечая за ту часть изображения, которая отвечала его специальности (это было обычно практикой в то время, например, зверей на картинах Рубенса зачастую изображал Пауль де Вос).
Помимо сына и племянника, влияние творчества Берта современные искусствоведы находят в работах других мастеров натюрморта — уроженцев Антверпена, однако, не всегда известно, кто из них был непосредственно его учеником.

## Галерея

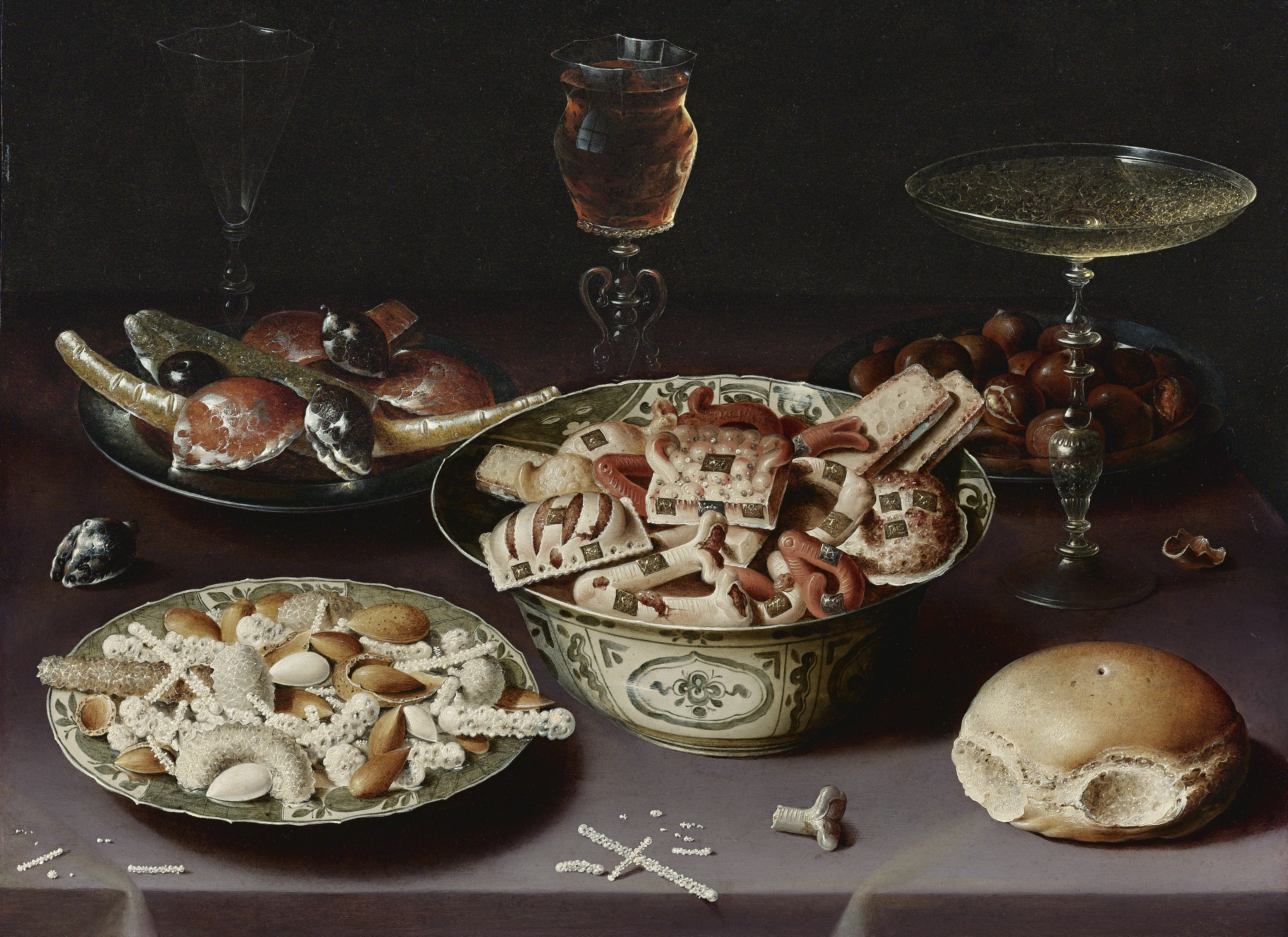
Натюрморт с морскими раковинами, сладостями, миндалём и каштанами.
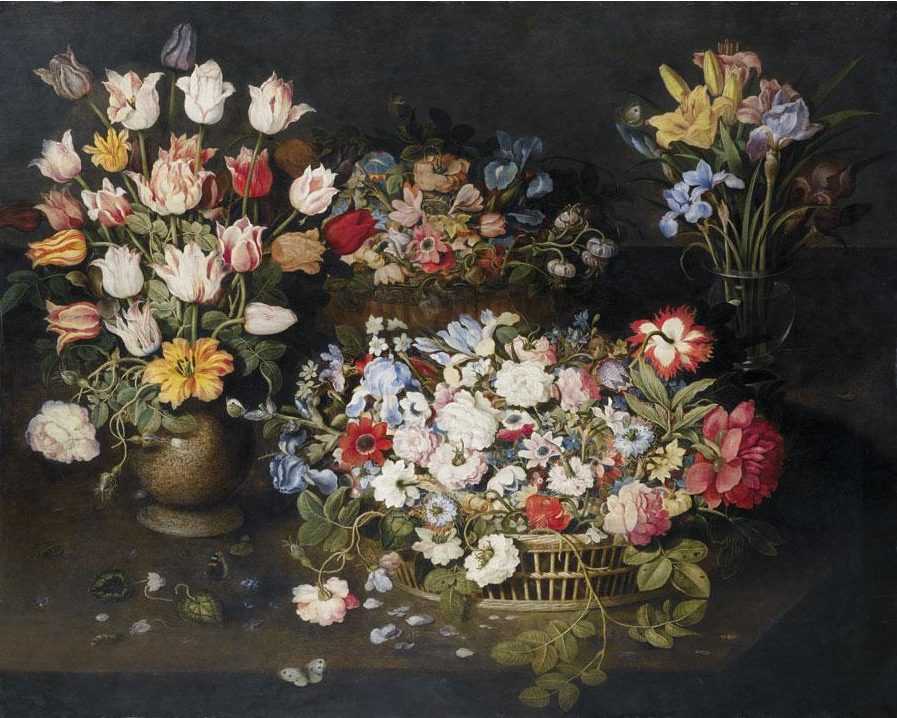
Натюрморт с букетами цветов в трёх вазах и корзине
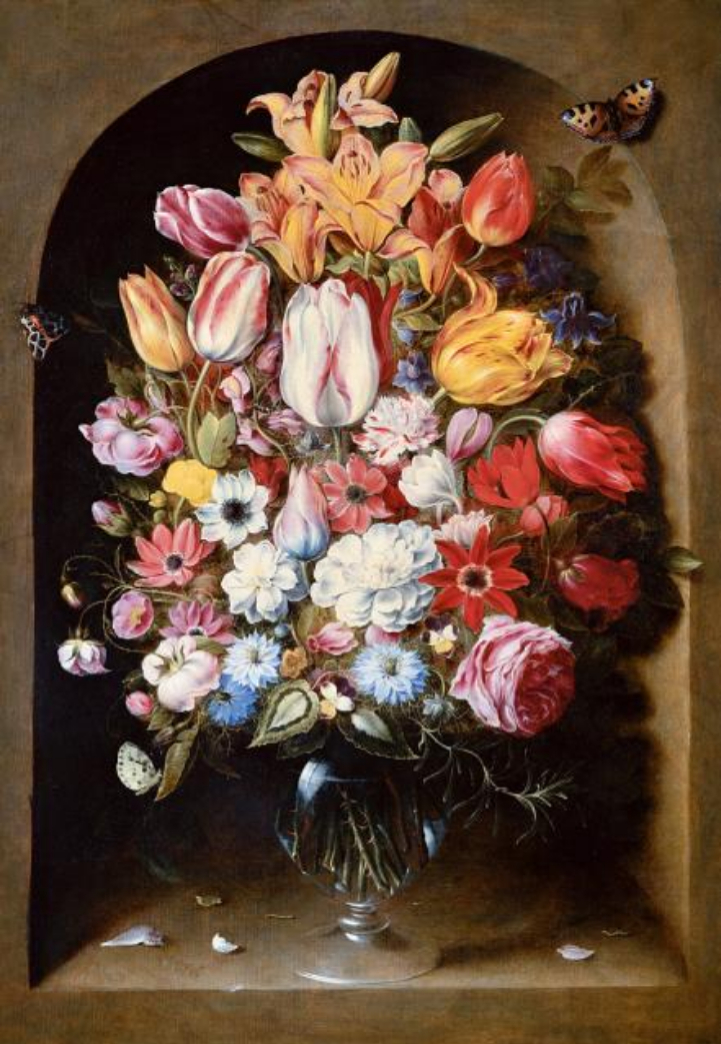
Натюрморт с букетов в нише и бабочками
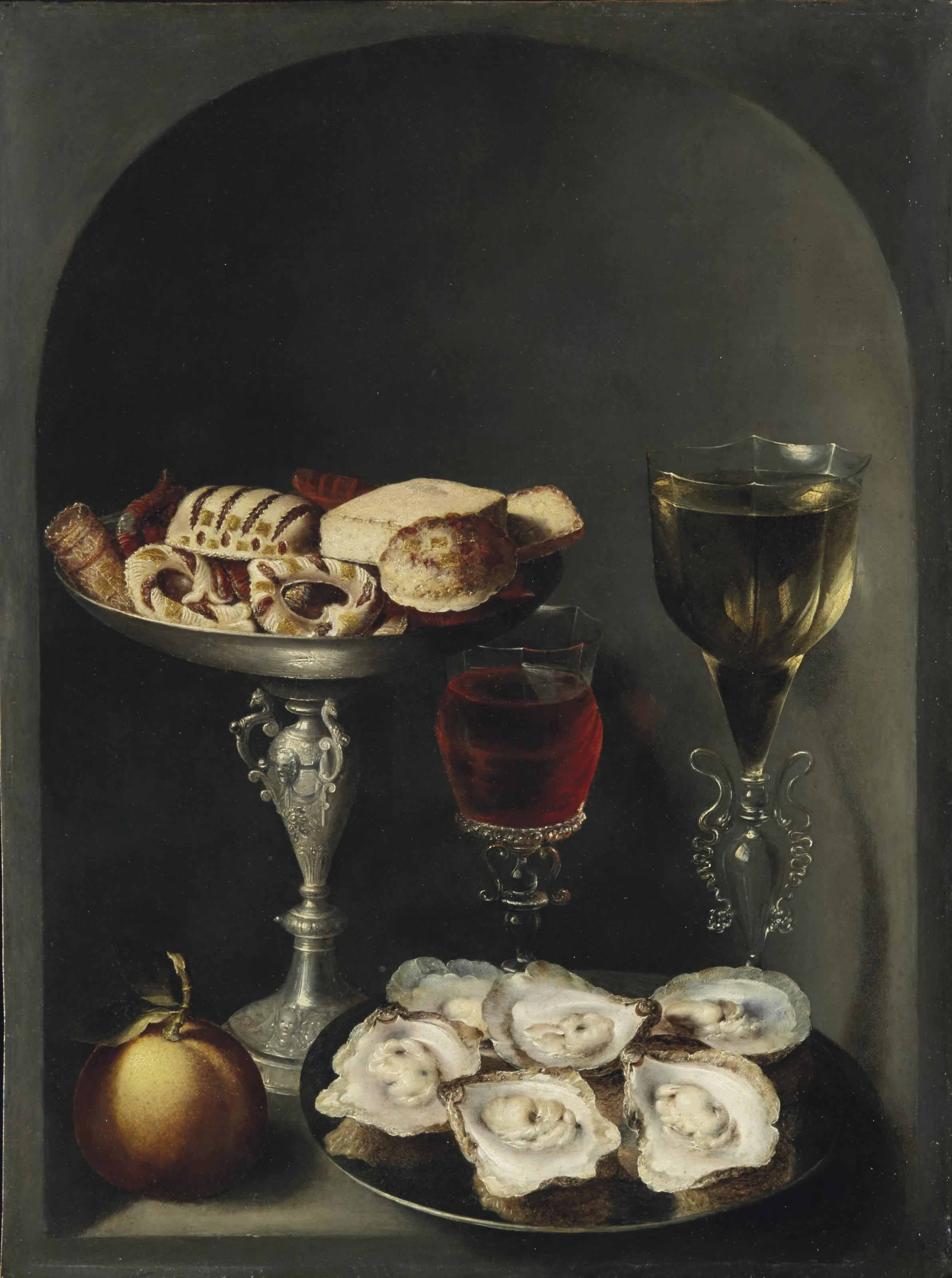
Натюрморт со сладостями, устрицами и вином
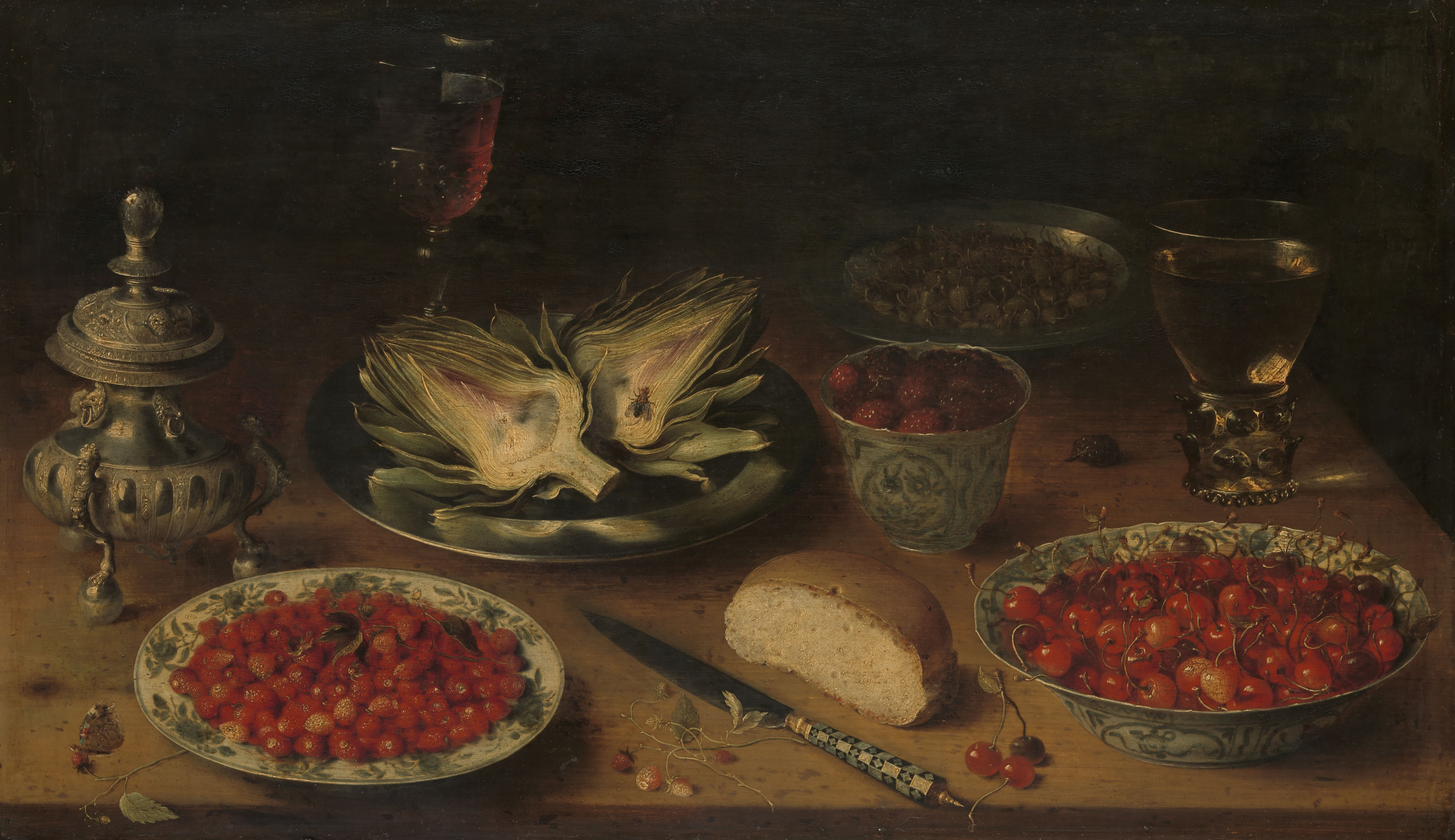
Натюрморт с артишоком и ягодами
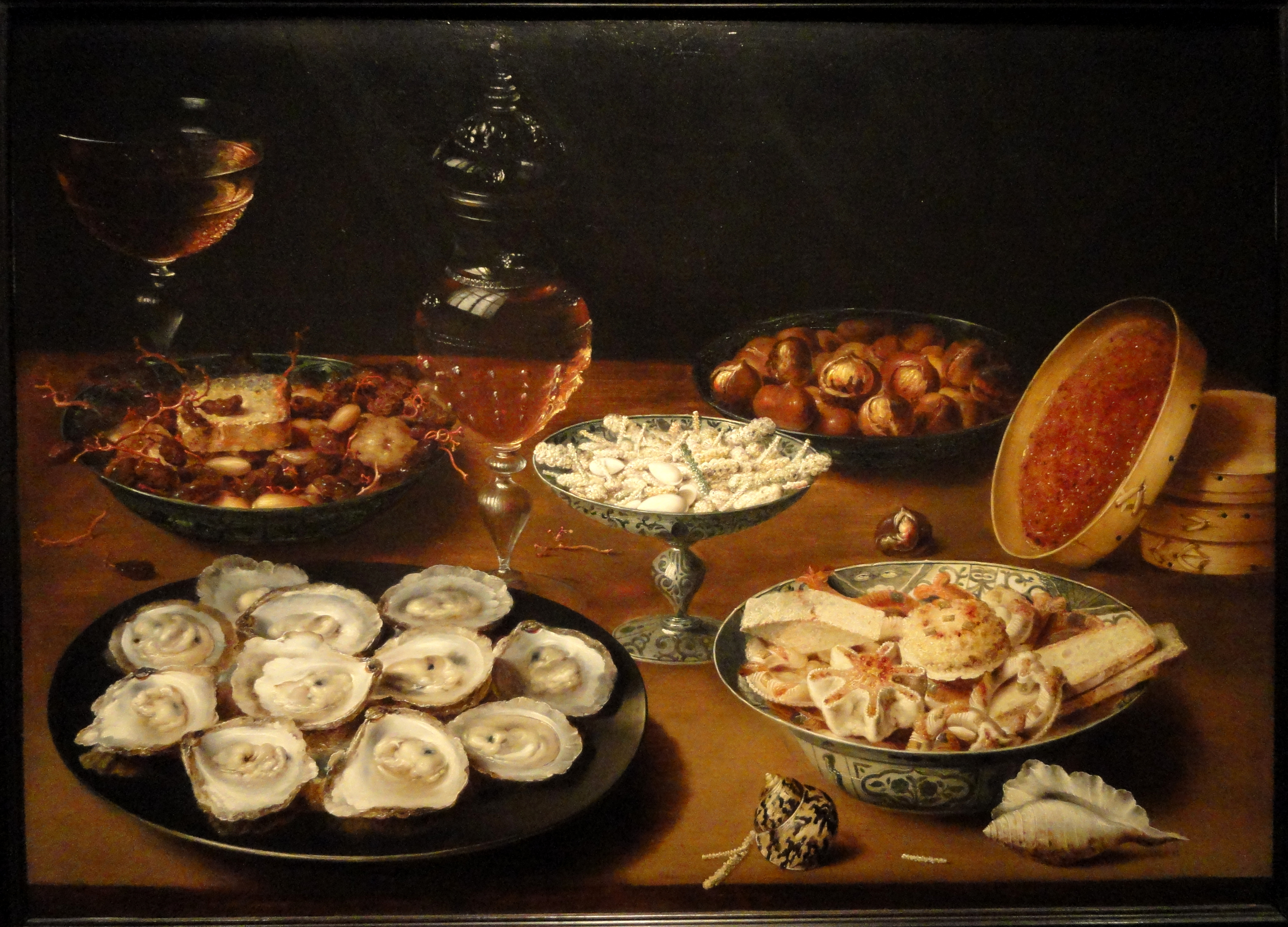
Натюрморт с устрицами, сладостями, каштанами и вином
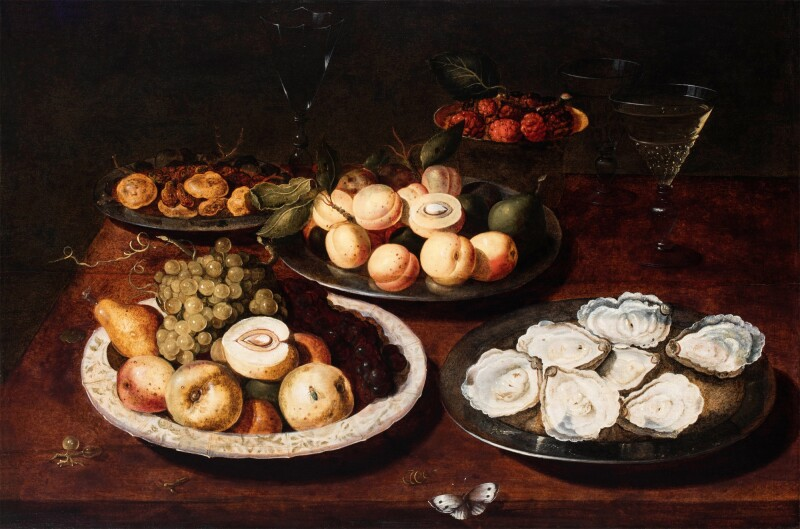
Натюрморт с устрицами и фруктами
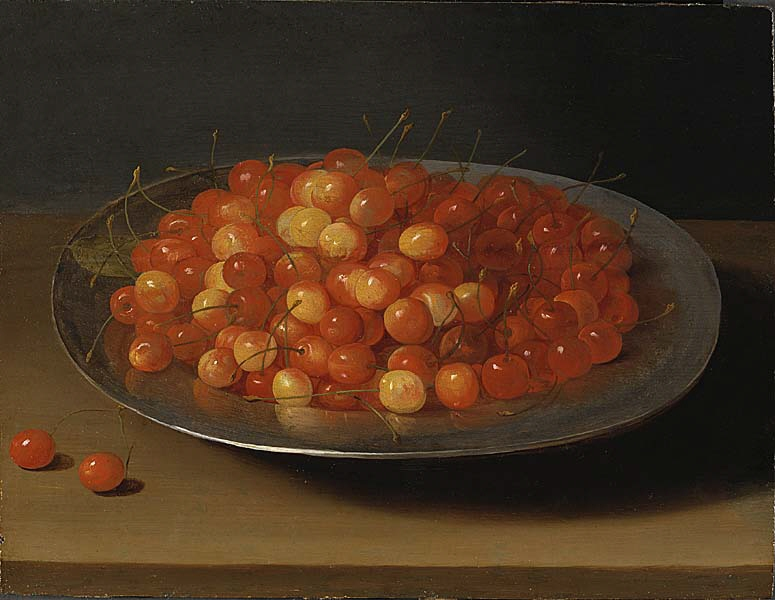
Натюрморт с вишнями